# Bahnhof Košice
Der Bahnhof Košice (Železničná stanica Košice) ist der wichtigste Bahnhof der ostslowakischen Stadt Košice.

## Lage
Der Bahnhof liegt östlich des Stadtzentrums im Stadtteil Staré Mesto, 1 km östlich vom St.-Elisabeth-Dom entfernt (etwa 12 Gehminuten). Es bestehen Umsteigemöglichkeiten zum öffentlichen Personennahverkehr der Verkehrsbetriebe der Stadt Košice und gleich nebenan befindet sich der Busbahnhof.

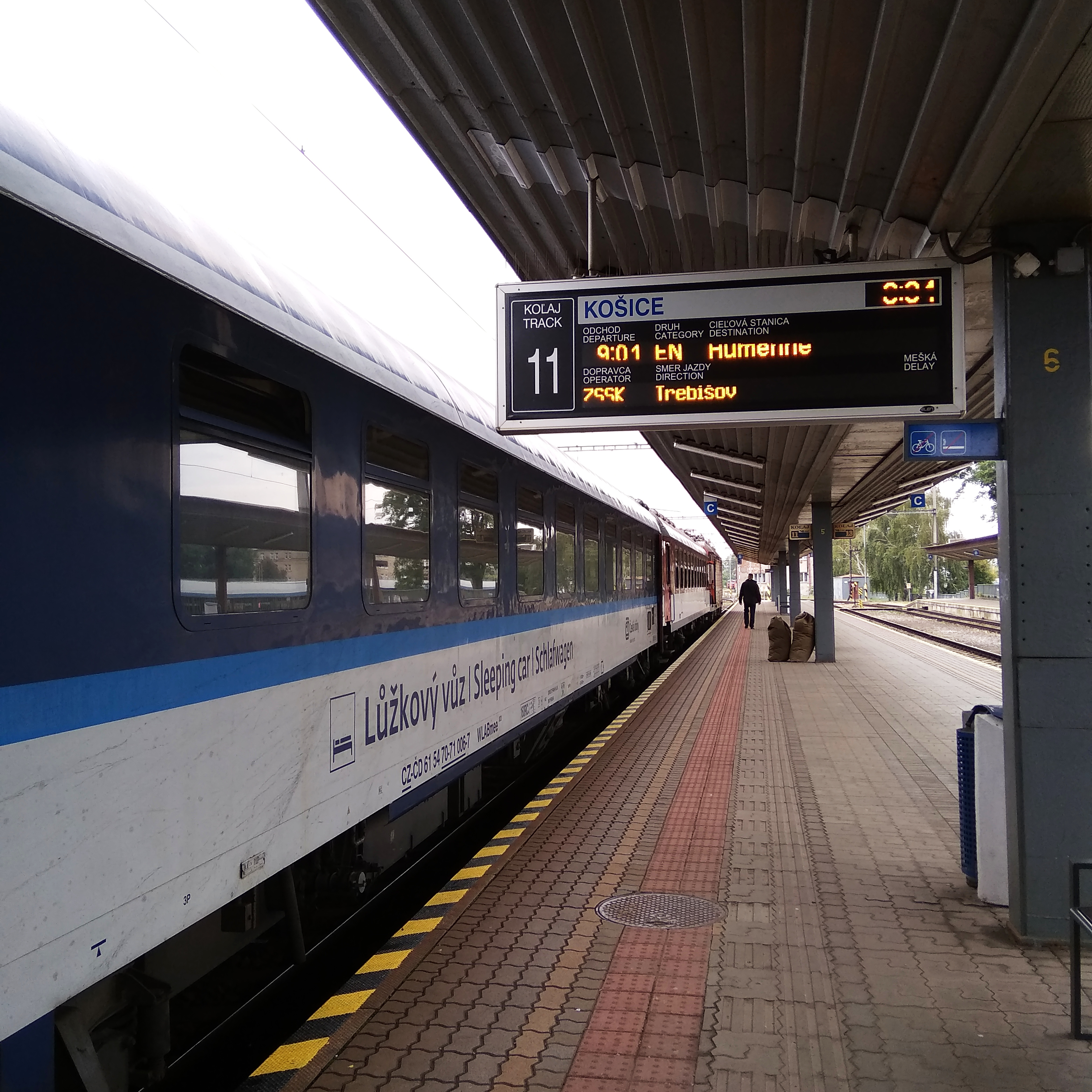
Bahnsteig mit Nachtzug aus Prag

## Bedeutung
Als der Zentralpunkt des Knotenpunkts Košice treffen sich hier mehrere Strecken internationaler sowie nationaler Bedeutung. Durch den Bahnhof verläuft die europäische Magistrale Bratislava – Žilina – Košice – Uschhorod – (Kiew) (Paneuropäischer Verkehrskorridor Nr. Va). Die Bahninfrastruktur des Bahnhofs gehört der ŽSR; die Verbindungen werden von der ZSSK betrieben.
- 160 Zvolen–Košice
- 169 Košice–Hidasnémeti (MÁV)
- 180 Košice–Žilina
- 188 (Košice)–Kysak–Prešov–Muszyna (PKP)
- 190 Košice–Čierna nad Tisou–Tschop (Ukrsalisnyzja)

Neben der Bedeutung als Personenbahnhof ist der Bahnhof auch als Güterbahnhof bedeutend, mit verschiedenen Industriegleisen in der Umgebung des Bahnhofs.

## Geschichte
Der Bahnhof wurde am 14. August 1860 eröffnet mit der Inbetriebnahme der Strecke Miskolc–Kaschau. Das heutige Gebäude besteht seit 1973, nach Umbau eines Vorgängergebäudes aus dem Jahr 1871.